# Гай Клавдий Центон
Вижте пояснителната страница за други личности с името Клавдий Центон.
Гай Клавдий Центон (на латински: Gaius Claudius Centho) e политик на Римската република през 3 век пр.н.е.

## Биография
Произлиза от прочутата фамилия Клавдии и е третият син на Апий Клавдий Цек.
През 240 пр.н.е. Центон e консул с Марк Семпроний Тудицан. През 225 пр.н.е. е цензор, интеррекс през 217 и диктатор през 213 пр.н.е.